# Mindre mauisumphöna
Mindre mauisumphöna (Zapornia keplerorum) är en förhistorisk utdöd fågel i familjen rallar inom ordningen tran- och rallfåglar som förekom i Hawaiiöarna. 

## Utbredning och utdöende
Mindre mauisumphöna är endast känd från subfossila lämningar funna på ön Maui. Liksom andra sumphöns tros den ha dött ut på grund av en kombination av jakt, habitatförstörelse och predation av den införda polynesiska råttan.

## Kännetecken
Mindre mauisumphönan var som namnet antyder den mindre av två arter sumphöns som fanns på ön, den andra större mauisumphöna (Zapornia severnsi). Den tros vara nära släkt med mindre oahusumphöna (P. ziegleri) och molokaisumphöna (P. menehue). Från ziegleri skiljer den sig genom mindre storlek, kortare vingar och bredare näbb. 

## Systematik och taxonomi
Arten beskrevs i släktet Porzana, men DNA-studier visar dock att Gallirallus så som det traditionell är konstituerat är gravt parafyletiskt. De flesta auktoriteter delar därför idag upp Porzana i flera släkten. I andra upplagan av Extinct Birds av Julian Hume förs större mauisumphönan till '’Zapornia, och denna linje följs här.